# 小田原潔
小田原 潔（おだわら きよし、1964年5月23日 - ）は、日本の政治家。
外務副大臣、外務大臣政務官（第3次安倍第2次改造内閣）、衆議院議員（4期）を歴任。

## 経歴
大分県出身（現住所は日野市三沢）。父は自衛官。練馬区立北町小学校、練馬区立北町中学校、東京都立富士高等学校卒業。1987年3月、東京大学経済学部卒業。同年4月、富士銀行に入行。1996年、メリルリンチ証券に転職。2000年、ゴールドマン・サックス証券に転職。2004年、ドイツ証券に転職。2007年、モルガン・スタンレー証券に転職。
2010年第22回参議院議員通常選挙に自由民主党公認で大分県選挙区から出馬したが、落選した。
2011年3月25日から東日本大震災で被災した宮城県七ヶ浜町でテント生活を続けながらボランティア活動に従事。
2012年の第46回衆議院議員総選挙には東京21区から自民党公認で出馬。選挙区では民主党の長島昭久に敗れたが、重複立候補していた比例東京ブロックで復活し、初当選した。当選後、清和政策研究会及び有隣会に所属。
2014年、東京都知事選挙に際して、舛添要一の街頭演説に自民党所属の国会議員で唯一、応援に駆け付けた。
2014年の第47回衆議院議員総選挙では、小田原が1,633票の僅差で長島昭久を破って当選した（長島は比例復活）。
2016年8月5日、第3次安倍第2次改造内閣で外務大臣政務官に任命された。
2017年の第48回衆議院議員総選挙では、民進党を離党し希望の党結党に参加していた長島昭久に東京21区で敗れて、比例東京ブロックで復活し、3選。
2021年10月6日、第1次岸田内閣で外務副大臣に任命された。
同年10月31日の第49回衆議院議員総選挙では、立憲民主党の大河原雅子を1万3343票差で下して、4選を果たした（大河原は比例東京ブロックで復活）。
2022年8月4日、アメリカ合衆国下院議長であるナンシー・ペロシ（アメリカ合衆国大統領の継承順位2位）が訪日。横田基地に出迎える役を担った。
同年11月18日、衆議院選挙区の新しい区割りである「10増10減」の改正公職選挙法案が参議院で可決され、東京21区の区域は「八王子市の一部（おおむね旧由木村域）、立川市、日野市」に変わった。
2024年10月9日、自民党は衆議院議員選挙（10月27日執行）の第1次公認候補として、小選挙区265人、比例代表14人の計279人の擁立を発表した。政治資金パーティーの裏金事件に関係した現職と元職のうち12人を非公認とし、その中に小田原も含まれた（ほどなく今村洋史が出馬を断念し非公認は11人となる）。
同日、自民党本部は森山裕幹事長の名で、衆院選候補者に対し、政党交付金から公認料500万円と活動費1500万円の計2000万円をそれぞれの政党支部へ10日付で振り込むことを通知した。
同年10月15日、総選挙が公示され、新東京21区からは無所属の小田原、立憲民主党現職の大河原、日本維新の会新人の元都議の山下容子、参政党新人の森裕一の計4人が立候補した。埼玉6区を地盤とする中根一幸は小田原と同様、裏金問題で公認を得られず無所属で立候補したが、公示日に掲示した選挙ポスターに「自民党支部長」と大きく印刷した。これを不審に思ったしんぶん赤旗が調査を開始し、10月19日、裏金問題で非公認となった11人の候補者のうち、小田原ら8人が自民党選挙区支部の支部長のままであると明らかにした。続いて10月23日、同紙は、前述の2000万円が小田原ら8人と不出馬になった人が代表を務める政党支部に対しても支給されていたとスクープした。野党は「裏金議員の裏公認だ」「反省していない」とただちに批判を強めた。翌24日、小田原は記者団の取材に応じ「陣営スタッフが今日、党本部に返還したいと交渉しているが、党からの寄付だから受け取れないと断られたと聞いている」と説明した。
自民党は裏金問題や統一教会問題、2000万円支給問題などで逆風が吹き荒れた。10月27日の投開票の結果、大河原が3期目の当選を果たした。無所属の小田原は議席を失った。裏金事件に関係した候補者は18勝28敗だった。

## 政策・主張
- 日本国憲法第9条の改正に賛成[3]。
- 国防軍の設置に賛成[3]。
- 憲法への緊急事態条項の創設に賛成[3]。
- 原子力発電は「日本に必要」としている[3]。
- カジノの解禁に賛成[3]。
- 日本の核武装について「今後の国際情勢によっては検討すべき」とし、非核三原則の「持ち込ませず」の部分についても「議論する必要がある」としている[3]。
- 内閣総理大臣や他の国務大臣の靖国神社への参拝に賛成[38]であり、自身もみんなで靖国神社に参拝する国会議員の会に所属している。
- 村山談話、河野談話の見直しに賛成[38]。
- 選択的夫婦別姓制度の導入に反対[39]。
- 脳脊髄液減少症問題への支援活動を行っている[40]。

## 人物・不祥事

### 統一教会との関係
- 2015年3月23日、小田原が代表を務める政治団体「自由民主党東京都第二十一選挙区支部」は、統一教会（現・世界平和統一家庭連合）の関連団体「世界平和女性連合」に会費として15,000円を支出した[41]。
- 2016年3月27日、自由民主党東京都第二十一選挙区支部は、「世界平和女性連合」に会費として15,000円を支出した[42]。
- 2017年3月22日、自由民主党東京都第二十一選挙区支部は、「世界平和女性連合」に会費として15,000円を支出した[43]。
- 自由民主党東京都第二十一選挙区支部の事務所は立川市高松町3丁目14番地のオフィスビルにあるが[41]、事務所と同じブロックに統一教会の施設「立川家庭教会」がある[44]。
- 2017年2月、統一教会の関連団体「世界戦略総合研究所」の定例会に外務大臣政務官として参加し、講演した[45]。

### 政治資金パーティー収入の裏金問題
2024年2月13日、自民党は、政治資金パーティーをめぐる裏金問題で、党所属のすぺての国会議員らを対象に実施したアンケートの集計結果を公表した。小田原の5年間の不記載額は計1240万円であることが明らかとなった。
同年4月4日、自民党は党紀委員会を開き、小田原を半年間の党役職停止とする処分を決定した。
同年5月14日、衆議院政治倫理審査会は、裏金事件に関与しながら同審査会で弁明していない自民党議員44人に出席と説明を求める野党の申立てを全会一致で可決した。同月17日、参議院政治倫理審査会も同様に、弁明していない議員29人に出席と説明を求める申立てを全会一致で可決した。小田原を含む関係議員73人は全員出席を拒否し、6月23日に通常国会は閉会した。

### その他
- 父は自衛官[51]。
- 東京ヴェルディ1969の羽生英之は高校時代の同級生[52]。
- 家族は妻、1男1女[5]。
- 自民党の山口泰明組織運動本部長が、過去1年間に獲得した党員数ワースト10を発表した。自民党本部から、小田原は「ワースト10」に選ばれており、党員獲得の努力不足を指摘されていた[53]。菅義偉官房長官は、東京21区の対戦相手である長島昭久を自民党会派に入党させるように誘導し、萩生田光一が長島を歓迎した[54]。しかし、長島は「落ち度のない小田原さんを蹴落としてまで、自分が自民党に入りたいというのは道理に合わない」として、選挙区変更を願い出た。これにより、自由民主党執行部は、都内を念頭に長島の選挙区を調整した[55]。

## 所属団体・議員連盟
- 日本会議国会議員懇談会
- みんなで靖国神社に参拝する国会議員の会

## 選挙歴
| 当落 | 選挙                     | 執行日         | 年齢 | 選挙区       | 政党       | 得票数     | 得票率 | 定数 | 得票順位 /候補者数 | 政党内比例順位 /政党当選者数 |
| ---- | ------------------------ | -------------- | ---- | ------------ | ---------- | ---------- | ------ | ---- | ------------------ | ---------------------------- |
| 落   | 第22回参議院議員通常選挙 | 2010年07月11日 | 46   | 大分県選挙区 | 自由民主党 | 25万7322票 | 42.57% | 1    | 2/3                | /                            |
| 比当 | 第46回衆議院議員総選挙   | 2012年12月16日 | 48   | 東京21区     | 自由民主党 | 7万70票    | 30.84% | 1    | 2/6                | 1/5                          |
| 当   | 第47回衆議院議員総選挙   | 2014年12月14日 | 50   | 東京21区     | 自由民主党 | 8万3984票  | 41.59% | 1    | 1/3                | /                            |
| 比当 | 第48回衆議院議員総選挙   | 2017年10月22日 | 53   | 東京21区     | 自由民主党 | 8万8225票  | 39.14% | 1    | 2/4                | 3/6                          |
| 当   | 第49回衆議院議員総選挙   | 2021年10月31日 | 57   | 東京21区     | 自由民主党 | 11万2433票 | 45.51% | 1    | 1/3                | /                            |
| 落   | 第50回衆議院議員総選挙   | 2024年10月27日 | 60   | 東京21区     | 無所属     | 6万9421票  | 32.24% | 1    | 2/4                | /                            |